# Ramat Trump
Koordinaten: 33° 8′ N, 35° 41′ O

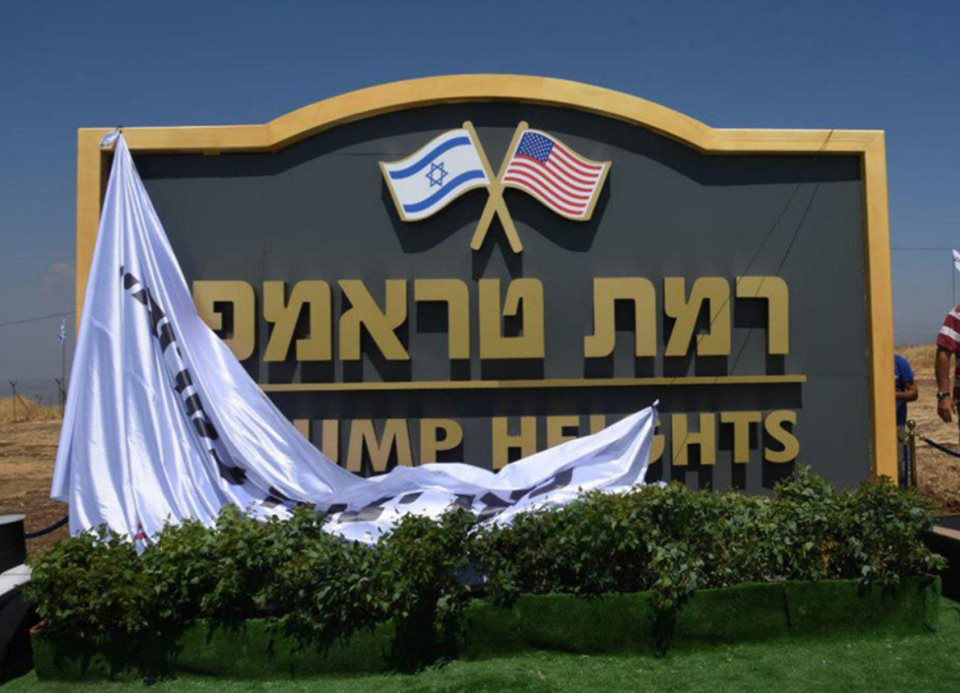

Ramat Trump (hebräisch רמת טראמפ, englisch Ramat Trump) ist eine geplante israelische Siedlung auf den von Israel im Sechstagekrieg 1967 besetzten und 1981 annektierten Golanhöhen, benannt nach dem US-Präsidenten Donald Trump. In seiner ersten Amtszeit hatte Trump 2019 als erster und einziger ausländischer Staatschef die israelische Annexion der Golanhöhen anerkannt. Völkerrechtlich gehört das Gebiet zu Syrien. 